# Imanato de Omán
El Imanato de Omán (en árabe: عُمان الوسطى‎, romanizado: Imamat ʿUmān) es un estado histórico dentro del actual sultanato de Omán. La capital del imanato alternó históricamente entre Rustaq y Nizwa. El territorio del imanato se extendía al norte hasta Ibri y al sur hasta la región de Alsharqiyah y Sharqiya. El imanato limitaba al este con las montañas Al Hajar y al oeste con el desierto de Rub al-Jali. Las montañas Al Hajar separaban el imanato de Omán del sultanato de Mascate y Omán. Los imames (gobernantes) electos residían en la capital, y los walis (gobernadores) representaban al imanato en sus diversas regiones.
El imanato de Omán, similar al sultanato de Mascate, estaba gobernado por la secta Ibadi. Los imanes ejercían representación espiritual y temporal sobre la región. El imanato es un sistema de gobierno de 1200 años de antigüedad iniciado por los líderes religiosos Ibadi de Omán, y se basó en la sharia islámica. El imanato sostenía que el gobernante debía ser elegido. El imán era considerado el líder de la comunidad, pero el tribalismo que forma parte de la sociedad omaní alentó una forma de gobierno descentralizada que ayudaría a mantener la unidad política entre los omaníes. El imanato estableció un sistema de gobierno en el que el gobernante no debería tener poder político ni militar absoluto; más bien, el poder debe compartirse con los gobernadores locales. Para evitar amenazas locales o externas al imanato, el imán tuvo que reunir el apoyo de las comunidades y tribus locales para reunir una fuerza para luchar por una determinada causa. El imán necesitaba un conocimiento profundo de la política tribal y perspicacia política para mantener la estabilidad política dentro del imanato cuando ocurrían conflictos.
Junto con los territorios de Mascate y Dhofar, es una de las partes que constituían el antiguo sultanato de Mascate y Omán , pero tras el golpe de Estado palaciego de 1970, el término Omán se aplicó a todo el país (incluyendo el territorio de Omán propiamente dicho, de Dhofar y de Mascate).

## Historia
El territorio de Omán propiamente dicho, el imanato, estaba goberando por un imán ibadita que era la autoridad tanto civil como religiosa de toda la región. El imanato fue un sistema milenario de gobierno, inaugurado por los líderes religiosos ibadíes de Omán y otras tierras, que se prolongó durante unos 1000 años en la región. A veces existieron tensiones entre estos imanes y los sultanes de Mascate. Hacia principio del siglo XX El imperio británico estableció una serie de tratados con los sultanes con el objetivo de promover el interés político y económico británico en Mascate, a cambio de otorgar protección a los sultanes. Con el tiempo, el sultanato se volvió cada vez más dependiente de los préstamos y el asesoramiento político británicos. A menudo hubo tensiones entre los imanes de Omán y los sultanes de Mascate. La disputa entre el Imamato de Omán y el Sultanato de Mascate fue en su mayor parte política. Los omaníes del interior creían que el gobernante debía ser elegido y rechazaban el creciente control político y económico británico sobre Mascate y Omán. En 1913 la elección de Salim ibn Rashid al-Kharusi como imán tensó aún más las relaciones al punto que Salim comenzó la lucha armada contra Mascate y sus aliados británicos que fue apoyada por el Imperio Alemán entre 1914 y 1918, y que duró hasta 1920. Derrotado el ejército de Mascate y con una debilitada Inglaterra luego de la Primera Guerra Mundial y el fracaso de la intervención de la entente en la guerra civil rusa, el Imamato de Omán impuso sus condiciones de paz con el Sultanato de Mascate mediante la firma del Tratado de Seeb. El tratado resultó en una división de facto entre Omán y Mascate, donde la parte interior (Omán) estaba gobernada por el Imamato y una estrecha parte costera (Mascate) estaba gobernada por el Sultanato. En 1954, el nuevo imán Ghalib bin Ali defendió el imanato del ataque desde Mascate, tras haberse descubierto petróleo en sus tierras. El sultán Said Bin Taimur de Mascate con la ayuda de las fuerzas coloniales británicas fue capaz de imponerse finalmente. En 1957, Nizwa fue ocupada militarmente, y el imán se exilió a Arabia saudí, pero continuó liderando el imanato y dirigió los esfuerzos bélicos del gobierno en el exilio situado de Dammam en Arabia Saudí. En 1959, las últimas fuerzas del imanato fueron derrotadas y el nombre de todo el país de Mascate y Omán se cambió por el de sultanato de Omán en 1970. En el uso actual "Omán propiamente dicho" se refiere a todo el territorio de Omán excepto los exclaves de Musandam y Madha.